# Allen West
Allen West (ur. 17 października 1967 w Brandon w stanie Floryda) – amerykański muzyk, kompozytor i instrumentalista, gitarzysta.
Allen West działalność artystyczną rozpoczął w 1984 roku w zespole Massacre, wówczas wykonującym muzykę z pogranicza speed i heavy metalu. Po dołączeniu do składu wraz Kamem Lee formacja zmieniła styl na death metal. West nagrał z grupą jedynie demo pt. Aggressive Tyrant, które ukazało się w 1986 roku, po czym opuścił skład Massacre. Równolegle w 1984 roku West zasilił szeregi zespołu Xecutioner, który w 1988 roku ostatecznie przyjął nazwę Obituary. Wraz z grupą nagrał wydany w 1989 roku debiutancki album studyjny pt. Slowly We Rot, po czym na krótko opuścił zespół. Do składu powrócił w 1992 roku, po czym nagrał z Obituary trzy kolejne płyty The End Complete (1992), World Demise (1994) i Back from the Dead (1997). Po rozpadzie Obituary w 1997 roku muzyk dołączył do zespołu Lowbrow wraz z którym nagrał dwa albumy Victims at Play (2000) i Sex, Death, Violence (2003). W grupie Lowbrow West występował do jej rozpadu w 2009 roku. Wcześniej, w 1995 roku muzyk dołączył do zespołu Chrisa Barnesa Six Feet Under. Wraz z grupą nagrał dwa albumy Haunted (1995) i Warpath (1997), po czym opuścił grupę.
Od 2009 roku członek zespołu Southwicked.
Pod koniec marca 2013 roku muzyk został aresztowany w związku z posiadaniem i produkcją metamfetaminy w swym domu. Muzyk został skazany z tego tytułu na nieco ponad 15 miesięcy pozbawienia wolności.

## Dyskografia
| Obituary - Slowly We Rot (1989, Roadracer Records) - The End Complete (1992, Roadrunner Records) - World Demise (1994, Roadrunner Records) - Back from the Dead (1997, Roadrunner Records) - Frozen in Time (2005, Roadrunner Records) - Frozen Alive (DVD, 2007, Metal Mind Productions) |  | Six Feet Under - Haunted (1995, Metal Blade Records) - Warpath (1997, Metal Blade Records) Lowbrow - Victims at Play (2000, Crook'd Records) - Sex, Death, Violence (2003, Crook'd Records) Southwicked - Death's Crown (2012, Abyss Records) |